# 安妮·里維爾
安妮·里維爾（英語：Anne Revere，1903年6月25日—1990年12月18日）是美國演員，她曾獲得奧斯卡最佳女配角獎。
安妮·里維爾是保羅·里維爾的後代。

## 外部連結
- 互聯網百老匯資料庫（IBDB）上安妮·里維爾的資料（英文）
- 互联网外百老汇数据库（IOBDB）上安妮·里維爾的資料（英文）
- 安妮·里維爾在互联网电影资料库（IMDb）上的資料（英文）